# Texas Rangers (Baseball)
Die Texas Rangers sind ein US-amerikanisches Major-League-Baseball-Team. Das Team spielt in der Western Division der American League.
1961 als Washington Senators gegründet, zog das Team 1972 nach Arlington im US-Bundesstaat Texas um und erhielt dort seinen derzeitigen Namen. Von 1994 bis 2020 spielten die Texas Rangers im Choctaw Stadium. Seit der Eröffnung des Globe Life Field (24. Juli 2020) spielen sie in diesem neuen Stadion. Die Rangers blieben lange Zeit relativ erfolglos, bis sie 2010 erstmals die American League gewannen und dadurch zum ersten Mal in die World Series einzogen. Im Jahr 2023 gewannen die Rangers erstmals die World Series.

## Geschichte

### 1961–1971 (Washington Senators)
1961 kam es zur ersten größeren Expansion der MLB: In die American League wurden zwei neue Teams aufgenommen, so dass fortan zehn statt acht Franchises um den Titel kämpften. Das zuvor in Washington, D.C. ansässige Team zog in jenem Jahr nach Minneapolis und firmierte fortan unter dem Namen Minnesota Twins. Um weiterhin in der American League ein Team aus der Hauptstadt zu halten, wurde kurzerhand unter dem „alten“ Namen eine neue Mannschaft (und mit neuer Leitung) gegründet.
Washington war schon zuvor kein guter Standort für ein Major League Baseball-Team, da hier fast traditionell nur niedrige Zuschauerzahlen erreicht werden konnten. Daran änderten die „neuen“ Senators auch nichts, da Erfolge jeglicher Art ausblieben. Im Gründungsjahr 1961 wurde nur ein geteilter letzter Platz mit 61 Siegen und 100 Niederlagen erzielt, im Jahr darauf ein 60-101-Record. Nach einem weiteren letzten Platz ging es in sehr kleinen Schritten aufwärts: 1964 Vorletzter, 1965 und 1966 Drittletzter, 1967 ein geteilter sechster Platz. Die einzige Saison in Washington mit einem positiven Ergebnis wurde 1969 unter dem Manager-Neuling Ted Williams mit 86-76 bestritten. Da jedoch der neue Franchise-Besitzer Bob Short unter der Schuldenlast des Kaufs 1968 das Team nicht zusammenhalten konnte, fielen die Senators wieder auf alte Misserfolgsergebnisse zurück. Der Verkauf des Teams 1971 nach Texas fand naturgemäß keine positive Aufnahme in Washington; das letzte Spiel der Senators ging nach Zuschauertumulten unrühmlich mit einer 0:9-Niederlage nach Schiedsrichterentscheidung zu Ende.

### Texas Rangers (seit 1972)
Erst 1977 konnten die Rangers ein besseres Ergebnis erreichen als im Jahr 1969. Die erfolgreichste Zeit für die Rangers begann mit einem Ausrufezeichen in der Streiksaison 1994, als man zu Streikbeginn die West-Division anführte. Tatsächliche Divisionstitel wurden dann 1996 und erneut 1998 bzw. 1999 errungen, jedoch scheiterte man jedes Jahr in der nachfolgenden American League Division Series mit einem einzigen Sieg in 10 Spielen in der Postseason.
Miteigentümer der Rangers war von 1988 bis 1998 mit einem geringen Anteil der 43. US-Präsident, George W. Bush.
Im Jahr 2010 gelang den Rangers nach längerer Durststrecke ihr erfolgreichstes Jahr. Zunächst wurde die West Division zum vierten Mal gewonnen, anschließend gelang den Rangers zum ersten Mal ein positives Abschneiden in der ALDS durch einen Sieg mit 3-2 über die Tampa Bay Rays. Besonderen Stellenwert hatte hierbei der Wechsel von Star-Pitcher Cliff Lee, der für zwei der Siege als Starting Pitcher verantwortlich zeichnete.
Am 22. Oktober 2010 gewannen die Rangers dann auch die ALCS und zogen durch ein 6-1 über die New York Yankees im sechsten Spiel (4:2-Sieg in der Series) erstmals in die World Series ein, wo sie den San Francisco Giants mit 4-1 unterlagen.
2011 konnten die Rangers mit einem Record von 96–66 zum zweiten Mal in Folge den AL West Division Titel holen. Mit 3–1 Siegen gegen die Tampa Bay Rays konnte die Division Series gewonnen und durch ein 4–3 über die Detroit Tigers der American League Championship Titel geholt werden. Jedoch konnten sie, wie schon im Vorjahr, nicht die World Series gewinnen. Diesmal verloren die Rangers gegen die St. Louis Cardinals mit 4–3. Dabei führten sie in der Serie nach dem 5. Spiel noch mit 3–2, verloren jedoch die letzten zwei Spiele und damit die World Series 2011.
2023 zogen die Rangers erneut in die Finalserie der MLB ein. Gegen die Arizona Diamondbacks gewannen die Texaner die World Series mit 4-1 und somit erstmals die Liga. Bemerkenswert war dabei, dass die Rangers alle ihrer 11 Auswärtspartien während der Playoffs gewannen.

## Nicht mehr vergebene Nummern
- 70 Iván Rodríguez
- 10 Michael Young
- 26 Johnny Oates
- 29 Adrián Beltré
- 34 Nolan Ryan
- 42 Jackie Robinson (bei jedem Club der Major League Baseball)

## Minor-League-Teams der Texas Rangers
Zum Franchise der Rangers gehören folgende Minor-League-Teams:
- AAA: Round Rock Express, Round Rock, Texas.
- AA: Frisco RoughRiders, Frisco, Texas.
- High-A: Hickory Crawdads, Hickory, North Carolina
- Single-A: Down East Wood Ducks, Kinston, North Carolina
- Rookie: ACL Rangers, Surprise, Arizona
- Rookie:  Dominican Rangers Blue, Dominikanische Republik
- Rookie:  Dominican Rangers Red, Dominikanische Republik